# Diskurzus (nyelvészet)
A diskurzus eredeti jelentése ’szónoklat’, és a retorikában használatos, de a terminust átvette a nyelvészet is. Egyes nyelvészek szerint főleg szóbeli produktum értendő alatta. Mások különböző típusú szövegek összefogó fogalmának tekintik, melyek között úgy írott, mint szóbeli produktumok vannak. Olyan meghatározás is található, hogy a diskurzus beszélő által produkált szöveg.

## A retorikában
A retorikában (szónoklattanban) a diskurzus (szónoklat) szónok által kibocsátott olyan mondatok pontos szabályok szerint szerkesztett sorozata, amely célja a hallgatók meggyőzése vagy meghatása. Típusa szerint van megítélő (helytelenítő vagy dicsérő), késztető (tanácsoló vagy lemondásra felszólító) és jogi (védő vagy vádoló) szónoklat. Azon körülmény szerint, amelyben elhangzik, lehet szó prédikációról, védőbeszédről, vádbeszédről, megemlékezésről stb.

## A nyelvészetben
A nyelvészet kiterjesztette a diskurzus fogalmát egyetlen nyelvhasználó akármilyen szóbeli vagy írott produktumára, de egyes szerzők hozzásorolják a dialógust (párbeszédet) és a polilógust (több, mint két beszélő társalgását) is.
Arról, amit diskurzusnak vagy szövegnek neveznek, ugyanazt értve alatta, több, nem összeegyező nézet van, következésképpen több meghatározása létezik. Ezek közül néhány a következő:
1. A szöveg „közlési aktus nyelvi kifejezése, mely egyénileg meghatározott (a) olyan kommunikációs szándék belső pragmatikai kritériumai szerint, amely helyzetspecifikus, és megfelelő elvárásra talál a hallgató részéről, valamint (b) olyan belső szövegi elemek szerint, mint határok jelei, nyelvtani kohézió (összetartás), főtéma és tartalmi koherencia (összefüggés) (makrostruktúra, témakifejtés). Ezeken kívül a szöveghez tartoznak nyelven kívüli jelek is, mint amilyen a taglejtés”.[3]
2. A diskurzus „olyan magatartási egység, melynek elmélet előtti státusza van a nyelvészetben: olyan megnyilatkozások készlete, amely akármilyen felismerhető beszédeseményt képez (anélkül, hogy utalás történne nyelvészeti szerkesztettségére, ha van ilyen), például társalgás, vicc, prédikáció, interjú”.[1]
3. A diskurzus „a mondatsorok összeláncolási szabályai szempontjából tekintett egyetlen mondatnál kiterjedtebb megnyilatkozás”.[8]
4. „A szöveg a kommunikáció két feltűnő megszakítása között elhelyezkedő nyelvi jelek rendezett sora.”[10]
5. „A szöveg az a legnagyobb funkcionális egység, amely a nyelvi kommunikáció szerkezeti kerete. Ebbe szerveződhetnek a mondatok mint legkisebb kommunikációs egységek […].”[11]
6. „A szöveg […] "n" számú mondat strukturált pragmatikai, szemiotikai, stilisztikai egysége, egésze […].”[12]
7. „A szöveg […] szerkezettel és belső összetartó erővel rendelkező nyelvi produktum, amely szituációs és intertextuális viszonyaiban kapja meg tényleges jellemzőit.”[13]
8. A diskurzus „olyan szöveg, amely elégségesen teljes egységet alkot, és amelyet erős összetartás jellemez; egyetlen beszélő egymást követő, üzenetet képező megnyilvánulásaira korlátozódik”.[7]

A továbbiakban csak a „diskurzus” terminust használjuk mint olyat, amely a „szöveg” terminust is magában foglalja.

### A diskurzus koherenciája
A diskurzus nyelvi és nem nyelvi elemei között koherenciáját biztosító kapcsolatok vannak. A koherencia egyrészt szerkezeti jellegű, a diskurzus különböző szintjei közötti kapcsolatok eredménye, másrészt folyamat jellegű, amennyiben a szöveg létrehozásában és a megértésében nyilvánul meg. A diskurzus szerkezetében három szint különböztethető meg: mikroszint, mezoszint és makroszint.

#### A diskurzus mikroszintje
A diskurzus szerkezetének alsó szintjéhez tartozó kapcsolatok típusainak egyike szomszédos vagy egymáshoz közel álló mondatok között jön létre olyan nyelvi elemek révén, mint:
- anaforikus elemek, amelyek egy bizonyos mondatban vannak, és az előző mondatban található valakire/valamire utalnak vissza, például:
  - névmások, igék, határozószók: (angolul) He did that there ’Ő ezt ott tette’, amely mondatban mindegyik szó olyan őt megelőző lehetséges mondat elemeire utal, mint John painted this picture in Bermuda ’John ezt a képet Bermudában festette”;[15]
  - a határozott névelő: Tegnap hárman kértek szállást a fogadóban. A vendégek két napig maradtak;
  - toldalékok: Péter bejött a szobába. Leült, és olvasni kezdte az újságot. Mari is eljött. A barátja azonban otthon maradt (A -t rag és a -ja birtokos személyjel Péter-re, az előző mondat alanyára utal.);
  - megismételt vagy szinonimájával helyettesített elem: A szomszédék a bejárat elé állították kocsijukat. A kocsi/jármű még egy hét múlva is ott volt;
- kataforikus elemek, amelyek egy bizonyos mondatban vannak, és a következő mondatban található valakire/valamire utalnak előre, például: (angolul) I said this/the following: … ’Ezt/A következőket mondtam: ...’, Here is the 9 o’clock news ’A 9 órás hírek következnek’,[16] Ezt kóstold meg! Ilyen jó halászlét még nem ettél.

Egy másik típusa a mikroszerkezeti kapcsolatoknak a diskurzus tartalma és a közlési helyzet (a helyzeti kontextus) között keletkezik, ami a diskurzuson kívüli. Ezeket a kapcsolatokat ún. deiktikus elemek biztosítják, amelyek a beszélőnek, az üzenet címzettjének személyére vagy harmadik személyre, helyre, időre, modalitásra, minőségre vonatkoznak. A deiktikus elemek lehetnek személyes és mutató névmások, hely- és időhatározószók, igeidők. Például (angolul) az I am hungry ’Éhes vagyok’ mondatban a személyes névmás azt jelzi, hogy a beszélőről van szó, az It’s muggy here ’Fülledtség van itt’ mondatban a határozószó azt, hogy a beszélő arról a helyről beszél, ahol éppen van, a There’s a full moon today ’Ma telihold van’ mondatban a határozószó azt, hogy a megállapítás arra a napra vonatkozik, amelyen a beszélő szól. Legtöbbször a deiktikus névmások egyben anaforikusak vagy kataforikusak is. Ugyanakkor a szóbeli diskurzusban deiktikus elem nyelven kívüli is lehet, például egy taglejtés.
Olyan deiktikus elemek is vannak, amelyek a diskurzuson belülre utalnak, például Föntebb már esett szó arról, hogy…
A mikroszerkezeti kapcsolatok megismétlődhetnek egyazon diskurzuson belül. Például történetelbeszélésben megismétlődnek a történetelbeszélő személyére (első személy, ha ez a történetelbeszélő), a szereplők személyére (3. személy), a történések időpontjára (múlt igeidők) való utalások. Ezek a kapcsolatok hálózatot képeznek a diskurzuson belül, amely hozzájárul a koherenciájához.

#### A diskurzus mezoszintje
A diskurzusban vannak olyan kapcsolatok is, amelyek nem két elemi egység egyszerű viszonyát jelzik, hanem nagyobb diskurzusegységek összetettebb viszonyát. Mezoszinten a diskurzuselem hatóköre közepes méretű tartományra, néhány mondatra vagy egy-egy bekezdésre (írásban), illetve néhány fordulóból álló párbeszédegységre terjed ki.
Az egyik mezoszintű kapcsolattípust például a mondat topik–predikátum szerkezetének az egyik tagjának a megismétlése valósítja meg. Példák:
- (szerbül)/(horvátul) Slavko vidi Olgu. Olgu vidimo i mi ’Slavko látja Olgát. Olgát látjuk mi is’. Az első mondat topikja Slavko (a címzett által már ismert információ), predikátuma pedig vidi Olgu (a címzett számára új információ). Az első mondat predikátumának a főrésze (Olgu) a következő mondat topikjává válik.[19]
- Holnap az idő vagy esős lesz vagy napsütéses. Ha esik, itthon maradunk. Ha süt a nap, elmegyünk kirándulni. Az első mondat predikátumának két fontos része van, esős és napsütéses. Az első a második mondat topikjává válik, a második pedig a harmadik mondat topikjává.

Különböző módon kapcsolódva össze, a topikok és a predikátumok tematikus progressziót (előrehaladást) valósítanak meg a diskurzusban.
Egy másik fajtája a mezoszintű kapcsolatoknak az összetett mondatban lehetséges mellérendeléssel analóg, ugyanazokkal a viszonytípusokkal, de független szomszédos mondatok között jön létre. A kapcsolatos viszony két mondat egyszerű egymás után való következésével valósul meg, amikor történések sorát fejezik ki: Péter bejött a szobába. Leült, és olvasni kezdte az újságot.
A mellérendelés bizonyos szavak és szócsoportok révén is létrejön, amelyeket egyes szerzők „kapcsolatjelzők”-nek (franciául marqueurs de relation) neveznek. Ezek az ún. konnektorok nagyobb osztályához tartoznak, amely az egyszerű és az összetett mondaton belül működő kötőszókat is tartalmazza, valamint egyéb olyan szavakat, amelyek tagmondatokat vezetnek be. Kapcsolatjelzőkkel megvalósuló mellérendelő viszonyok a következők:
- ellentétes viszony: (franciául) Michel est d’accord avec le projet. Par contre, il refuse de travailler avec cette équipe ’Michel egyetért a tervvel. Azonban nem hajlandó ezzel a csapattal dolgozni’;[21]
- választó viszony: (franciául) Tout le monde a une métaphysique. Patente, latente. Je l’ai assez dit. Ou alors on n’existe pas. ’Mindannyiunknak van metafizikája. Nyilvános vagy rejtett. Elégszer mondtam már. Vagy ha nincs, akkor nem létezünk.’ (Charles Péguy);[22]
- következtető viszony: (angolul) There has been no rainfall for some time. The ground is therefore very dry. ’Valamennyi idő óta nem esett az eső. Ezért a talaj nagyon száraz.’[23]
- magyarázó viszony: Tavasszal alaposan fel kell újítani a töltéseket. Az őszi árvizek ugyanis megrongálták a gátakat a folyó igen hosszú szakaszán.

Egyéb viszonyokat is kifejeznek kapcsolatjelzők (franciául):
- hozzáadás: Internet est une source inépuisable d’informations. De plus, c’est un remarquable outil de communication. ’Az Internet kimeríthetetlen információforrás. Ráadásul kitűnő kommunikációs eszköz.’;
- felsorolás: Internet est une source d’informations facilement accessible. Premièrement, de plus en plus de gens sont « branchés » au bureau ou à la maison. Deuxièmement, ces dernières années, une multitude de cafés Internet ont vu le jour, partout dans le monde. ’Az Internet könnyen elérhető információforrás. Elsősorban egyre több ember kapcsolódik rá irodájában vagy otthon. Másodsorban az utóbbi években Internet kávézók sokasága jelent meg mindenütt a világban.’;
- engedmény: La Toile est un outil de communication d’une rare efficacité. Bien sûr, il arrive parfois que le réseau soit débordé […] ’A Világháló különös hatékonyságú kommunikációs eszköz. Persze előfordul, hogy a hálózat túlterhelt […].’;
- összefoglalás: Bien qu’Internet soit perfectible et que la qualité des informations qu’on y retrouve laisse parfois à désirer, de plus en plus de gens […] en découvrent les multiples possibilités. En somme, l’inforoute demeure un merveilleux outil d’information et de communication. ’Bár az Internet tökéletesíthető, és a rajta található információk minősége olykor kívánni valót hagy maga után, egyre több ember […] fedezi fel számos lehetőségeit. Mindent összevetve az információs sztráda gyönyörű információs és kommunikációs eszköz.’;
- időbeli helyezkedés: En 2001, 46 % des Québécois naviguaient dans Internet mensuellement. On peut maintenant présumer que la moitié des Québécois visitent la Toile fréquemment. ’2001-ben a québec-iek 46%-a böngészett az Interneten havonta. Jelenleg feltételezhető, hogy a québec-iek fele gyakran látogatja a Világhálót.’

Ezeken kívül is vannak kapcsolatjelzők által kifejezett viszonyok, például Čirgić 2010 szerint:
- térbeli helyezkedés: Ušli su u jednu sobicu na kraju hodnika. Onđe nije bilo ničega. ’Bementek egy szobácskába a folyosó végén. Ott nem volt semmi.’;
- mód: Obilazio je pogon triput dnevno. Tako je mogao imati uvid u sve što se događa. „Háromszor naponta járta be az üzemet. Ilyképpen betekintése lehetett mindenre, ami történik.”;
- cél: Hoćahu da obiđu sve glavne gradove južne Evrope. S tom namjerom krenuše na put krajem prošle neđelje. ’Dél-Európa mindegyik fővárosában akartak járni. Ezzel a céllal indultak el a múlt héten.’;
- feltétel: Ljekove nikako ne smijete prestati uzimati. U tome slučaju bilo bi uzaludno sve što smo dosad napravili. ’Semmi esetre se hagyja abba a gyógyszerek bevételét. Ilyen esetben hiábavaló lenne minden, amit eddig tettünk.’;
- kizárás: Svi su bili onđe već u osam. Samo se on pojavio tek poslije devet. ’Mindenki ott volt már nyolc órakor. Csak ő jelent meg kilenc után.’;
- nyomatékossá tevés: Mislim da je krajnje vrijeme za odlazak. Štoviše trebali smo otići i prije. ’Azt hiszem, nagyon itt az ideje a távozásnak. Sőt, már előbb kellett volna elmennünk.’

Mezoszinten a diskurzus koherens részei keletkeznek, mint amilyen egy írott szöveg bekezdése. Ez szemantikai és funkcionális egység, melyet egy előtérben álló téma vagy értelemszerkezet fog össze. A bekezdésnek belső szerkezete van, amelyben gyakran központi egységként egy csúcspont létezik. Amennyiben van csúcspont, elején vagy végén található, és megnevezi a bekezdés témáját.
Egy másik mezoszintű diskurzusegység a dialógus. Ami rá érvényes, az általában a polilógusra is érvényes. A dialógus fordulói diskurzív szemantikai egységet alkotnak a már említett mikro- és mezoszintű tulajdonságok alapján.
A dialógus alapegysége a forduló. Ennek szerkezetét nemcsak formális tényezők határozzák meg, hanem a beszélgetőtársak társadalmának a szabályai, a beszélők szándéka, a beszédhelyzet és a kontextus, vagyis az előző forduló(k) jellege és értelme is. Egy bizonyos forduló szerkezetét és jelentését befolyásolja az összes előző forduló, illetve visszamenőleg értelmezik a következők.
A minimális dialógus két fordulóból áll. Az első kezdeményező szerepű, a második pedig válasz, és ezen szerepek nem cserélhetők fel egymással. Példák:
– János elvitte a könyvet. – Végre, már háromszor szóltak a könyvtárból!
– János elvitte a könyvet. – Nem szép tőle, még el sem olvastam.
E két dialógusban a második forduló nemcsak közli a második beszélő válaszát, hanem ugyanakkor kiegészíti és átértelmezi az első mondottait. Az a tény, hogy János elvitte a könyvet, különböző szempontokból dolgozható fel.
Vannak olyan minimális párbeszédek vagy kiterjedtebb párbeszédek részei, amelyek olyan tipikus párokat alkotnak, mint kérdés – felelet, kérés – válasz, üdvözlés – üdvözlés.

#### A diskurzus makroszintje
Makroszinten viszonylag nagy szerkezeti egységek találhatók.
A makroszinti szerkezet egyik összetevője a téma. Ez többé-kevésbé összetett fogalom, amely a beszélő és a címzett tudásának legalább valamilyen mértékig része, és amely a diskurzus révén további összetevőkkel bővülhet. Egyes diskurzusoknak egyetlen témájuk van, például a hírnek, a szótári cikknek, a mindennapi párbeszédek egy nagy részének. Más diskurzusoknak több, összefüggő témájuk lehet (pl. egy munkahelyi megbeszélésen vagy egy tudományos előadásban), de lehetnek egymástól független témájú diskurzusok is, mindennapi kötetlen beszélgetésben vagy rádiós, illetve televíziós beszélgetőműsorban.
A téma belső szerkezettel rendelkező elmebeli reprezentáció, amelyet a nyelvi interakcióban részt vevők valamilyen tudássémában rendeznek el. A téma kifejtettségi foka a beszédhelyzettől, a diskurzustípustól és a beszélő motivációitól függ. Például a környezetvédelem tudáskeretében olyan elemek létezhetnek, mint természet, tisztaság, szennyezés, emberi viselkedés, fogyasztás, egyéni felelősség, közösségi felelősség, víz, levegő, föld, közlekedés, ipar, csomagolás, betegség stb.
A környezetvédelem témája egyszerű említésként szerepelhet egy dialógusban:
– Mit tartasz a legfontosabb mai problémának? – A környezetvédelmet.
Egy ilyen párbeszédben a téma csak főnévi alakban jelenik meg, és megértését a beszélgetőtársak világról való ismeretei, az elméjükben erre vonatkozó tudáskeret teszi lehetővé. Ha a fenti párbeszéd folytatódik, akkor a témának egy részét a beszélgetők kifejtik:
– Miért? – Mert az elmúlt időkben a nagyvárosok levegője nagymértékben romlott. A gyerekek folyton betegek,…
Egy környezetvédelemről szóló előadás sorra veszi a téma legfontosabb részleteit, és valamennyire kifejti, vagyis leírja, meghatározza. Egy másik típusú diskurzus, mint amilyen a tankönyv, ennél még részletesebben fejti ki a témát.
A makroszint egy másik jellemzője az általános szövegszerkezet. Ebben a következő szempontok nyilvánulnak meg:
- a diskurzus belső szerkezete szerint:
  - elemi szerkezeti szempontok: rövidség – hosszúság, egyszerűség – bonyolultság, linearitás – hierarchia;
  - nagyobb egységek a diskurzusban: bekezdés, fejezet;
  - retorikai szempontok;
- a szöveg szerkezetén kívüli, a helyzetre vonatkozó szempontok: monológ (narráció), dialógus, polilógus.

A diskurzus egyszerűsége vagy összetettsége nem függ a terjedelmétől. Rövid diskurzus lehet egyszerű (pl. egy rövid üzenet, egy feljegyzés, egy dialógus), de összetett is (pl. egy lírai vers). Hosszú diskurzus is lehet egyszerű (pl. egy lineáris időrendű történetelbeszélés) vagy összetett, pl. egy tudományos értekezés, egy regény.
Egyes terjedelmes diskurzusok, főleg a kidolgozott monológok, akár szóbeliek, akár írottak, nagyobb és kisebb egységekre tagolódnak, írásban fejezetekre és bekezdésekre. A fejezetek esetleg címmel vannak ellátva, melyeket grafikai módszerekkel különítenek el a fejezet tulajdonképpeni szövegétől. A bekezdéseket a beszédben valamivel nagyobb szünet választja el egymástól, mint a mondatokat, írásban pedig grafikai módszerek.
Retorikai szempontból a diskurzus másként tagolódik, de ugyancsak a közlés hatékonyságának érdekében, leginkább bevezetésre, kifejtésre (tárgyalásra) és befejezésre. A bevezetés célja a kapcsolatteremtés a címzettel, a befejezésé a kapcsolat megszakítása, közöttük pedig a téma/témák bemutatása és kifejtése helyezkedik el.
Ami a beszédhelyzetet illeti, léteznek bizonyos különbségek egyrészt monológ, másrészt dialógus és polilógus között. A monológ esetében hiányzik a közvetlen kontaktus a címzettel, gyakran időbeli és térbeli távolság van kibocsátó és címzett között, ezért nyelvi eszközökkel kell megneveznie sok olyan elemet, amelyeket nem szükséges megnevezni a dialógusban és a polilógusban. Ezekben a résztvevők között nemcsak nyelvi, hanem azon kívüli interakció is van, ezért sok beleértett, a résztvevők által ismert elemet tartalmazhatnak, amelyeket nem kell megnevezni. A dialógus és a polilógus között csak beszédhelyzeti különbségek vannak, az utóbbiban fontosabb szerepe van a résztvevők közötti hierarchiának, elismert társadalmi szerepüknek, amelyek meghatározzák a megszólalás lehetőségét és sorrendjét.
Makroszinten is hozzájárul a diskurzus koherenciájához a logikai konnektorok egyik alosztálya, az ún. „szövegszervezők” (franciául organisateurs textuels). Ezek átmenetet biztosítanak a diskurzus részei (például bekezdései) között, valamint a gondolatok sorrendjét és progresszióját jelzik. A kapcsolatjelzők lehetnek szövegszervezők is, főleg érvelő diskurzusban, sorra vezetve be az érveket és egy következtetést, főleg bekezdések elején. Például az első bekezdés megnevezi a diskurzus témáját, és megfogalmaz róla egy tételt. A második bekezdés, amely olyan kifejezésekkel kezdődhet, mint (franciául) D’abord,… vagy Premièrement,… ’Előszöris…’, megfogalmazza az első érvet. A harmadik bekezdés például azzal kezdődvé, hogy Ensuite,… ’Aztán meg…’ vagy Deuxièmement,… ’Másodszorban…’ a második érvet fogalmazza meg. A negyedik bekezdés esetleg megengedést fogalmaz meg azzal, hogy a Bien sûr,… ’Persze…’ kifejezéssel kezdődik, amelyet elutasíthat egy Mais… ’De…’ vagy Cependant,… ’Mégis…’ kezdetű mondattal. Az utolsó bekezdés következtetést tartalmaz, és olyan kifejezéssel kezdődhet, mint En somme,… ’Mindent összevetve…’ vagy En conclusion,… ’Következésképpen…’
A szövegszervezők tipológiája részben a kapcsolatjelzőkével azonos. Megjegyzendő, hogy lehetnek általánosak vagy alkalmiak. Vannak a következőkre vonatkozók (franciául):
- idő: ensuite ’majd, azután’, au cours du XXe siècle ’a 20. század folyamán’;
- tér és hely: à côté ’mellette’, au bord de la rivière ’a folyó partján’;
- felsorolás vagy sorrend: pour commencer ’kezdetben’, enfin ’végül’;
- magyarázás vagy indoklás: autrement dit ’más szavakkal’, pour cette raison ’ezért’;
- rangsorolás: surtout ’főleg’, par-dessus tout ’mindenekelőtt’;
- ellentét és megengedés: au contraire ’ellenkezőleg’, certes ’persze’;
- következtetés: en somme ’mindent összevetve’, en conclusion ’következésképpen’.[24]

Olyan szövegszervezők is vannak, olykor teljes mondat alakjában, amelyek nem léteznek kapcsolatjelzőkként is. Írásban többségük ugyancsak bekezdés elején van. Példák egy mondából: (franciául) Une vingtaine d’étés durant,… ’Húsz nyáron át…’, Elle était toute jeune encore… ’Még nagyon fiatal volt…’, Depuis que le vieillard était disparu,… ’Amióta az öregember eltűnt,…’, Tous les jours, l’été, lorsque le soleil commençait à baisser,… ’Nyáron, minden nap, amikor a nap lemenőben volt…”, Cet automne-là,… ’Azon az őszön…’, Et puis un soir,… ’Majd egy estén…’

## Diskurzustípusok
Hagyományosan négy diskurzustípust különböztetnek meg: elbeszélőt, leírót, magyarázót és érvelőt.
A modern nyelvészetben, amely mindenfajta diskurzust igyekszik leírni, a diskurzustípusokat jellegzetes makroszerkezetek és jellegzetes helyzeti tényezők szerint különböztetik meg. Meghatározásukra néhány ellentétpárokba csoportosított szempontot lehet alkalmazni:
- írott – beszélt;
- monologikus – dialogikus;
- mindegyik résztvevő jelen van – csak az egyik résztvevő van jelen;
- hagyományozott szerkezetű – hagyományozott szerkezet nélküli;
- tervezett – spontán;
- kifejtő – bennfoglaló.

Az utóbbi két szempontpár nem teljes ellentéteket jelöl, hanem inkább egy tartomány két jellegzetes megvalósulási formáját.
A diskurzustípusokhoz elvárások tartoznak, amelyek többé-kevésbé meghatározzák a diskurzus formáját és szerkezetét. A mindennapi kötetlen társalgás például a beszélt, dialogikus, spontán típusba tartozik, többnyire részben kifejtő, részben épít a beszédhelyzetből származó ismeretekre az összes résztvevő jelenlétében, és nincs hagyományozott (például iskolában tanított) szerkezete. Az újsághír ellenben írott, monologikus, tervezett, kifejtő, csak az egyik résztvevő van jelen, és van hagyományozott szerkezete (amelyet iskolában tanítanak). A szövegtípus tehát viszonyítási, összehasonlítási alap, amely mindig konkretizálódik az adott beszédhelyzet és az adott egyéni motivációk által.

### Közvetlen források
- (angolul) Browne, Wayles – Alt, Theresa. A Handbook of Bosnian, Serbian, and Croatian (Bosnyák, szerb és horvát nyelvtankönyv). SEELRC. 2004 (Hozzáférés: 2017. december 18)
- (angolul) Bussmann, Hadumod (szerk.) Dictionary of Language and Linguistics Archiválva 2022. január 23-i dátummal a Wayback Machine-ben (Nyelvi és nyelvészeti szótár). London – New York: Routledge. 1998. ISBN 0-203-98005-0 (Hozzáférés: 2017. december 18)
- (montenegróiul) Čirgić, Adnan – Pranjković, Ivo – Silić, Josip. Gramatika crnogorskoga jezika (A montenegrói nyelv grammatikája). Podgorica: Montenegró Oktatás- és Tudományügyi Minisztériuma. 2010. ISBN 978-9940-9052-6-2 (Hozzáférés: 2018. március 8)
- (franciául) Chartrand, Suzanne-G. et al. Grammaire pédagogique du français d’aujourd’hui (A mai francia nyelv iskolai grammatikája). Graficor. 1999
- (románul) Constantinescu-Dobridor, Gheorghe. Dicționar de termeni lingvistici (Nyelvészeti terminusok szótára). Bukarest: Teora, 1998; az interneten: Dexonline (DTL) (Hozzáférés: 2017. december 18)
- (angolul) Crystal, David. A Dictionary of Linguistics and Phonetics (Nyelvészeti és hangtani szótár). 6. kiadás. Blackwell Publishing. 2008. ISBN 978-1-4051-5296-9 (Hozzáférés: 2017. december 18)
- (franciául) Dubois, Jean et al. Dictionnaire de linguistique (Nyelvészeti szótár). Párizs: Larousse-Bordas/VUEF. 2002 (Hozzáférés: 2023. május 9.)
- (angolul) Eastwood, John. Oxford Guide to English Grammar (Oxford angol grammatikai kézikönyv). Oxford: Oxford University Press. 1994, ISBN 0-19-431351-4 (Hozzáférés: 2023. május 9.)
- (franciául) Grevisse, Maurice – Goosse, André. Le bon usage. Grammaire française (A jó nyelvhasználat. Francia grammatika). 14. kiadás. Bruxelles: De Boeck Université. 2007. ISBN 978-2-8011-1404-9 (Hozzáférés: 2023. május 9.)
- Hangay Zoltán. Szövegtan. In A. Jászó Anna (szerk.) A magyar nyelv könyve. 8. kiadás. Budapest: Trezor. 2007. ISBN 978-963-8144-19-5. 521–554. o. (Hozzáférés: 2017. december 18)
- Tolcsvai Nagy Gábor. 6. fejezet – Szövegtan. In Kiefer Ferenc (főszerk.). Magyar nyelv. Budapest: Akadémiai Kiadó. 2006. ISBN 963-05-8324-0. 108–126. o. (Hozzáférés: 2023. május 9.)
- (franciául) Vitrine linguistique (Nyelvi kirakat), Banque de dépannage linguistique] (Nyelvi kisegítő bank). Office québécois de la langue française (A francia nyelv québec-i hivatala) (BDL) (Hozzáférés: 2023. május 9.)

### Közvetett forrás
- Balázs János. A szöveg. Budapest: Gondolat. 1985